# Pont de l'amitié sino-malienne
Le pont de l'amitié sino-malienne est un pont de Bamako, capitale du Mali, traversant le Niger. Il a une longueur de 1,627 kilomètres et un largeur de 24 mètres. Son coût, d'un montant de 30 milliards de francs CFA (65 millions de dollars américains), a été entièrement financé par la Chine. Il a été inauguré en 2011.